# Katzenleberegel
Der Katzenleberegel (Opisthorchis felineus) ist ein Parasit, der fischfressende Säugetiere befällt, darunter Katze, Fischotter, Fuchs. Er ist einer der Auslöser der Katzenleberegelkrankheit. Auch für den Menschen ist er krankheitsauslösend.

## Verbreitung
Häufig ist er in Russland und Osteuropa an stehenden und langsam fließenden Gewässern anzutreffen. In manchen Gebieten ist er endemisch; es sind bis zu 80 % der Bevölkerung betroffen. In Deutschland ist er im gesamten Ost-Brandenburg anzutreffen.

## Merkmale
Wie alle Saugwürmer ist er oval und recht breit und erreicht eine Länge von bis zu 13 Millimeter.

## Lebenszyklus
Die Eier müssen nach dem Ausscheiden ins Wasser gelangen und sind dort bereits embryoniert. Sie sinken zu Boden und werden von einer Vorderkiemenschnecke (Bithynia leachii) aufgenommen. In der Schnecke machen sie eine Redien-Entwicklung durch. Danach werden noch unreife Zerkarien gebildet, die einige Zeit in der Schnecke verbleiben, ehe sie diese verlassen. Im Wasser nehmen sie eine Schwebestellung ein. Der Körper hängt dabei wie ein Pendel am ruhenden Schwanz. In dieser Position schnellen sie auf und ab und locken so Fische (meist Karpfenartige) an. Diese Fische werden nun zum zweiten Zwischenwirt. Dort kapseln sie sich im Bindegewebe der Haut und im Muskelgewebe ein. Wird der Fisch nun vom Endwirt aufgenommen, kann die Metacercarie im Darm frei werden und über den Zwölffingerdarm durch den Ductus choledochus in Leber, Gallenblase oder über den Ductus pancreaticus in die Pankreasgänge wandern.

## Schadwirkung
Symptome treten erst bei Befall von über hundert Egeln auf. Die Gallengänge werden verdickt, es kommt zu Einlagerung von Bindegewebe im Bereich der Pfortader. Gallengangsentzündungen, Gallensteine und Gelbsucht sind beobachtet worden. Er gilt auch als ein Faktor beim Ausbruch von Gallengangskrebs. Im Jahr 1900 wurde von durch den Katzenleberegel ausgelösten Gallengangskrebs bei Haff-Fischern berichtet.

## Vorbeugung
Die encystierten Metacercarien sind recht widerstandsfähig gegenüber Pökeln, Marinieren oder Trocknen und überleben sogar bei Kühlschranktemperaturen. Daher ist Durchkochen des Fisches in Risikogebieten unabdingbar.